# アルファ・ジャパンプロモーション
株式会社アルファ・ジャパンプロモーションは日本の芸能事務所である。

## 概要
1990年に株式会社アルファ・ジャパンプロモーションを現在の会長である荒井英夫がCMの制作会社として設立し、スーパーファミコン「ポピュラス」のコマーシャルなどのCM、映画、TV、イベントなどをプロデュースした。2002年運営に関わったサッカーFIFAワールドカップ・パビリックビューイングは社会的現象として話題になった。2003年に人気覆面レスラー「ザ・グレート・サスケ」を岩手県議会議員としてトップ当選させた。タレントのマネジメント以外にライブハウスやフォトスタジオの運営をしている。所属するタレントの多くはグラビアアイドルで定期的にオーディションしている。

## 所属タレント
- ザ・グレート・サスケ
- 雷神矢口
- アクア新渡戸
- 矢口壹琅
- 北芝健
- 総師範KSK
- 大川竜弥
- 夢幻颯人
- 聖エマ（セイント・エマ）
- 徳花美紀
- 黒綿あめ

## 所属したタレント
- 三浦和義
- 中井ゆかり
- 静実芽
- 有岡ゆい